# Rohrbachgraben
Rohrbachgraben (toponimo tedesco) è un comune svizzero di 397 abitanti del Canton Berna, nella regione dell'Emmental-Alta Argovia (circondario dell'Alta Argovia).

## Società

### Evoluzione demografica
L'evoluzione demografica è riportata nella seguente tabella:
Abitanti censiti

## Geografia antropica

### Frazioni
Tra le frazioni e le località di Rohrbachgraben figurano:
- Flückigen
- Gansenberg
- Glasbach
- Kaltenegg
- Liemberg
- Matten
- Wald
- Wil

## Amministrazione
Ogni famiglia originaria del luogo fa parte del cosiddetto comune patriziale e ha la responsabilità della manutenzione di ogni bene ricadente all'interno dei confini del comune.